# Nguyễn Thị Việt Nhân
Nguyễn Thị Việt Nhân (sinh 1948) là đại biểu Quốc hội Việt Nam khóa X. Bà thuộc đoàn đại biểu Kiên Giang.
Tên thường gọi: Nguyễn Thị Việt Nhân
Ngày sinh: 20/12/1948
Giới tính: Nữ
Dân tộc: Kinh
Tôn giáo: Không
Quê quán: Xã Vĩnh Phú Tây, huyện Hồng Dân, Bạc Liêu
Trình độ chuyên môn: Cử nhân Chính trị
Nghề nghiệp, chức vụ: Tỉnh uỷ viên, Ủy viên BCH Tổng LĐLĐVN, Chủ tịch LĐLĐ tỉnh Kiên Giang
Nơi làm việc: Liên đoàn lao động tỉnh Kiên Giang
Nơi ứng cử: Kiên Giang
Đại biểu Quốc hội khoá: X
Đại biểu chuyên trách: Không
Đại biểu Hội đồng Nhân dân: Không